# Weisz Fanni
Weisz Fanni (Pécs, 1992. szeptember 18. –) hallássérült fotómodell, szépségkirálynő, esélyegyenlőségi aktivista.

## Élete
Siketen született, ami a hétköznapi életben nem elenyésző probléma. A beszéd, mely az elsődleges kommunikációs eszköz az ember számára, összefügg a hallással. Édesapja Weisz Gábor, édesanyja Léránt Ágnes.
Hatéves korában szereztek tudomást róla, hogy van egy cochleáris implantáció nevezetű műtét, mely az utolsó megoldásnak tűnt, hogy hallhasson. Hétéves korában a szegedi klinikán cochleáris implantációs műtétet végeztek rajta, aminek segítségével hall ugyan, de a hallás utáni értelmezés nem tökéletes, ezért sok esetben tolmácsra van szüksége, és a nyilvánosság előtt fél beszélni.
Tízéves koráig a kaposvári Duráczky József siketek és nagyothallók iskolájában tanult, Pécsett az Illyés Gyula Általános Iskolába járt. Középiskolai tanulmányait a pécsi József Nádor Gimnázium és Szakképző Iskolában kezdte, majd magántanulóként Budapesten folytatta, mellette modellként dolgozott és esélyegyenlőségi aktivistaként, országjáró kampányt indított a jelnyelv népszerűsítésére, előadásokat tartott oktatási intézményekben.
2018. augusztus 11-én összeházasodott Hajmásy Péter Pál kosárlabda-játékossal. 2020. július 16-án közösségi oldalán bejelentette, hogy válnak.

## Munkássága
2010 decemberében, a Megasztár döntőjében Rúzsa Magdi Gábriel című dalát kísérte jelnyelven.
Csend Hangja néven egy nevelési-oktatási és esélyegyenlőségi programot kezdeményezett, amely köré a segíteni szándékozó emberek, civil szervezetek és cégek részvételével egy klaszter szerveződött.
2011-ben a Szegedi SZEFO Zrt, Chance márkájának arca lett, és szerepelt a Jóban Rosszban című sorozatban.
2012-ben a Magyar Baptista Szeretetszolgálat jótékonysági nagykövete ingyenes ételosztáson vesz rész majd, Haitire utaznak, a világ legszegényebb és egyik legkorruptabb országába, illetve esélyegyenlőségi aktivistaként támogatta a fogyatékkal élő gyermekek számára megrendezett Danubius Mosoly Olimpiát.
2012-ben Európa első siket sajtószóvivője az Afrikai-Magyar Egyesületnél, amely hátrányos helyzetű embereken segít.
2013-ban a Danubius Szállodalánc Arca mellette a Vodafone főállású angyalaként iskolákban tartott érzékenyítő előadásokat, segítette a Hallatlan alapítvány munkáját.
2013-ban indult a Weisz Fanni szakkör is. Az a pécsi kezdeményezés, amelynek keretében jelelő szakkört szerveztek általános iskolások számára. Az ötletet Fanni adta, aki több pécsi iskolában is tartott rendhagyó osztályfőnöki órát, ahol arról beszélt a diákoknak, milyen a siket emberek világa és hogyan találhatják meg a közös nyelvet. Az előadásoknak akkora sikere volt, hogy több gyerek érdeklődését is felkeltette a jelnyelv iránt.
2014-ben az M1 csatornán induló Ég, föld, férfi, nő című sorozat műsorvezetője volt.
2015-ben megjelent Hallatlan vakáció című regénye, a Márka üdítő márkanagykövete lett és a 2015-ös Milánói Világkiállításon Magyarország Arca-ként képviselte hazánkat.
2015-ben BMW, 2017-ben az Infiniti, 2018 -ban a Toyota, 2019-ben a Lexus márkanagykövet.
2018-2019-ben az Oriflame márkanagykövete.
Áder János köztársasági elnök újévi beszédeinek jeltolmácsa volt: 2013-ban, 2014-ben, 2015-ben, 2016-ban, 2017-ben, 2018-ban, 2019-ben, 2020-ban,  2021-ben, és 2022-ben.

## Elismerései
- 2007-ben a megye szépe.[2]
- a Blikk Év embere-választásán a 2010-es év civil hőse.
- A szépségkirálynő című műsor közönségdíjasa (végül nem utazik ki a Miss Intercontinental 2011 szépségversenyre).[5]
- 2011 decemberében Pécs polgármestere, Páva Zsolt a pécsi kötődésű Vujity Tvrtko kezdeményezte felterjesztés alapján úgy döntött, hogy Weisz Fanninak adományozza a Pécs Város Arca címet.[5] A városháza tájékoztatása szerint az országszerte ismert pécsi modell az első olyan fogyatékkal élő, aki saját szülővárosát képviseli.
- 2013. június 19-én az Új Nemzedék Jövőjéért Program keretein belül, Navracsics TiborDr. Navracsics Tibor]] közigazgatási és igazságügyi miniszter fővédnökségével a siketek egyenlőségéért folytatott küzdelméért és példamutató munkásságáért inspiráció kategóriában kapott díjat.[15]
- 2014-ben az év embere Baranyában.[2]
- 2015-ben Forbes 30 sikeres 30 alatti listáján szerepel.[16]